# Шимкус, Йонас
Йо́нас Ши́мкус (лит. Jonas Šimkus; 27 августа 1906, Рига — 28 октября 1965, Вильнюс) — литовский поэт, писатель, литературный критик, переводчик.

## Биография
Окончил гимназию в Паланге (1925). С 1927 жил в Каунасе. В 1930-е годы входил в литературную группу Третий фронт, объединявшую писателей левой прокоммунистической ориентации. В 1933—1940 работал в редакции газеты «Летувос жинёс» („Lietuvos žinios“, Вести Литвы). В 1940 редактор газеты «Тарибу Летува» („Tarybų Lietuva“, Советская Литва).
Во время Великой Отечественной войны жил в Пензе. Вступил в коммунистическую партию (1942).
В 1945 году был главным редактором Кауно Диена («Каунасской ежедневной газеты»).
В 1946—1949 был редактором еженедельной газеты Союза писателей Литвы «Литература ир мянас» („Literatūra ir menas“, Литература и искусство) в 1954—1958 — литературного журнала «Пяргале» („Pergalė“, «Победа»).
Председатель Союза писателей Литвы в 1948—1954 годах. В качестве одного из главных организаторов и администраторов литературной жизни в послевоенные годы осуществлял идеологический контроль над публикуемыми произведениями и оказал значительное влияние на советизацию литовской литературы.
Награждён четырьмя советскими орденами, также медалями.

## Литературная деятельность
Дебютировал как поэт в 1925. Автор сборников «За дверью» („Užu durų“, 1927) и «Сказки из цемента» („Pasakos iš cemento“, 1929), сборник рассказов «Борьба во имя Бога» („Kova dėl Dievo“, 1937). В изданных после войны сборниках прозы «Рассказы» („Apsakymai“, 1953), «Завтра будет хорошая погода» („Ryt bus gražu“, 1962) изображал жизнь советских людей по канонам социалистического реализма. В 1976 вышел сборник избранной прозы «У падающей воды» („Prie krintančio vandens“; повесть и рассказы).
В литературно-критических статьях и рецензиях пропагандировал принципы социалистического реализма. Литературно-критические работы собраны в книгах «Советская литовская литература» („Tarybinė lietuvių literatūra“, 1951), «О литературе» („Apie literatūrą“, 1956).
Перевёл на русский язык произведения Теодора Драйзера, Эптона Синклера, Бернхарда Келлермана и других зарубежных писателей. Переводил также стихотворения Владимира Луговского, Николая Тихонова, Иоганнеса Бехера.

## Сочинения
- Raštai, t. 1—5. — Vilnius, 1968—1971.
- Рассказы. — Вильнюс, 1953.
- Рассказы. — М:, 1959.